# Driss Basri
Pour les articles homonymes, voir Basri.
Driss Basri (en arabe : إدريس البصري), né le 8 novembre 1938 à Settat au Maroc et mort le 27 août 2007 à Villejuif en France, était ministre de l'Intérieur et de l'information durant 20 ans sous le règne du roi Hassan II.
Homme le plus puissant du royaume, il était le bras droit de Hassan II, au point d’être surnommé le « vice-roi ». N’hésitant pas à faire emprisonner, torturer ou assassiner des opposants politiques, il est un symbole des années de plomb au Maroc,. Limogé en 1999, il s'exile à Paris en 2002.

## Biographie

### Origines et famille
Driss Basri est né en 1938 à Settat d'une famille originaire de la tribu  hilalienne des Ouled Saïd, sa mère est de la fraction Smaara de la tribu Ouardigha. 
Son père est gardien de prison. Il a une femme, Hanane, et cinq enfants. 3 fils (Taoufik Basri, Khalid Basri et Hicham Basri) et deux filles (Soukaïna Basri, Wydad Basri).
En 1997, le ministre Driss Basri a adopté deux filles abandonnés et pris leurs charges (Rim et Yassmine).

### Parcours
Il commença sa carrière en tant qu'officier de police adjoint avec un simple certificat d'études primaire qu'il n'a jamais dépassé. Durant le mouvement étudiant agitant le Maroc des années 1960 et 1970, il participa aux répressions sous les ordres du gouvernement de Mohamed Oufkir et Ahmed Dlimi.
En janvier 1973, Basri était nommé chef de l'unité de la Direction de la Surveillance du Territoire (DST)[réf. souhaitée], puis un an après en 1974, il devenait secrétaire d'État au ministère de l'Intérieur.

### Ministre de l'Intérieur
En mars 1979, Driss Basri fut nommé par Hassan II à la tête du ministère de l'Intérieur.
Il devint l’homme de confiance du roi, succédant dans ce rôle au général Oufkir, auteur d’une tentative de coup d’État en 1972, et à Ahmed Dlimi, mort dans des circonstances douteuses à la suite de l'accident de voiture.
Driss Basri représentait le bras impitoyable d’un régime qui n’hésitait pas à espionner, emprisonner, torturer ou assassiner ses opposants politiques. Après la trahison du général Oufkir, il serait lié à l’enfermement abominable de la famille Oufkir dans des prisons secrètes.

### Ministre de l'Intérieur et de l'information
En décembre 1985, Hassan II retire le portefeuille de l’Information à Abdellatif Filali, que Driss Basri déteste, et lui confie. Driss Basri multiplie les initiatives douteuses pour complaire au monarque. 
Le Golf -  Hassan II adore ce sport - est désormais érigé en sport national du Maroc et il est retransmis en direct sur la chaîne nationale Al Oula .
En novembre 1993, il convoqua Khalid Jamaï, le rédacteur en chef de L'Opinion, pour lui demander des comptes sur un article dans lequel le journaliste disait notamment que les élections marocaines étaient truquées depuis vingt ans. Après lui avoir demandé : «Qui vous êtes pour se permettre de lancer de telles accusations ? ». Basri lui affirmait : «N'oubliez pas, des gens plus forts que vous et meilleurs que vous ont été mis en prison». 
L'échec des négociations d'alternance politique menées en 1994 est reporté en grande partie sur Driss Basri Il s'est déclaré favorable à un référendum d'autodétermination du Sahara occidental en 1999. Il a maintenu cette opinion par la suite,
En 1994, il attribue à l'Algérie la responsabilité dans l’attentat dans un hôtel à Marrakech qui a fait tuer deux touristes espagnols. Il instaure des visas d’entrée pour les Algériens et organise une campagne d’expulsion d’Algériens installés au Maroc, sans carte de séjour. L'Algérie riposte en fermant la frontière terrestre entre les deux pays.
L'expression du nationalisme de Basri se retrouve également en 1996, lorsqu'il fait réaliser et transmettre à toutes les wilayas et préfectures du pays une circulaire comportant une liste, plutôt restrictive, des « prénoms autorisés au Maroc » dans le but notamment de limiter les prénoms amazighs. Bien que supprimée en 2002 officiellement, elle reste en vigueur dans les faits jusqu'en 2012 au moins,.

### Éviction du gouvernement et exil en France
Comme symbole d'apaisement avec la population et d'ouverture démocratique, après son accession au trône, le roi Mohammed VI a déchu Driss Basri de toutes ses fonctions ministérielles le 9 novembre 1999,. Ce qui représenta un bouleversement pour l'homme d'État qu'il fut. Mais ce limogeage est vu comme la tentative de mettre fin au système que Basri cultivait durant ses mandats, lui conférant des pouvoirs hors norme, comme ses prédécesseurs Mohamed Oufkir et Ahmed Dlimi.
Il s'installa en France en 2002 à deux pas de la rue de Passy, quartier bourgeois au cœur de Paris. 
Depuis lors, il accordait des interviews aux médias.
Il s'en prend notamment au général Hamidou Laanigri et à Fouad Ali El Himma :

« Ce sont des analphabètes politiques, ce sont des nains ! El Himma est un intrigant, et Laanegri, contre qui je n’ai d’ailleurs rien de personnel, est un officier sorti des rangs. Ils ne reculent devant rien. Ils m’ont même inventé une seconde épouse. Ils manipulent les journalistes. Ce sont des auxiliaires dont le niveau de réflexion ne dépasse pas les caves des commissariats ! »

Contrairement à ce qui est désormais devenu la position officielle du Maroc, Driss Basri affirme être pour la tenue d’un référendum d’autodétermination au Sahara.  Il affirme notamment : 
« En 1982 à Nairobi, puis en 1988 à l’ONU, Hassan II s’est prononcé pour l’option référendaire. Loyal serviteur, j’ai milité en ce sens jusqu’à mon limogeage. Bien évidemment, j’ai travaillé pour que ce référendum se solde par un oui massif en faveur du rattachement au royaume : je ne suis ni traître à la patrie, ni suicidaire. Je disposais des leviers, des relais nécessaires pour que ce résultat soit une certitude. Disons que j’avais le savoir-faire. Les Sahraouis, je les adore et ils m’adorent. Malheureusement, avant même mon départ du gouvernement, certains, toujours les mêmes, se sont mis en tête de démanteler ce qu’ils appellent "le système Basri au Sahara". Ils ont favorisé l’émergence d’une nouvelle élite non représentative et mis en place une sorte d’indirect rule à la britannique : seul compte le lien personnel entre le roi et les Sahraouis, au-delà et au-dessus de l’État marocain et de son administration. Incompétence crasse ! »
Concernant la presse algérienne, il juge :
« Ce sont de bons journaux, dix fois plus lus et diffusés que les nôtres. »
Driss Basri meurt le 27 août 2007 à Villejuif, à la suite d'un cancer du foie, à l'âge de 68 ans. 
Le corps a été rapatrié le 28 août 2007 au Maroc et inhumé le 29 au cimetière des Martyrs de Rabat. Quelque 1 000 personnes, principalement sa famille et ses proches, ont assisté à ses funérailles boudées par l'élite politique, à l'heure où le Maroc était en campagne électorale pour les législatives du 7 septembre 2007. Avec la mort de ce puissant homme politique, le Maroc essaie de tourner une page ténébreuse de son histoire que l'on appelle « années de plomb »[réf. nécessaire]. Il fut membre de la franc-maçonnerie[réf. à confirmer].

### Culture
Une chanson nommée "Driss"  du rappeur casablancais Mohamed "Barry" Bahri lui est dédiée . 
En 2016, Driss Basri devient le personnage principal d'un film, Starve Your Dog de Hicham Lasri .
Le film est sélectionné au Festival international du film de Toronto en 2015 